# Museo archeologico di Cesena
Il museo archeologico di Cesena è collocato al piano terreno dell'edificio su cui è situata la Biblioteca Malatestiana, presenta una raccolta di reperti provenienti dall'area cesenate, dalla preistoria fino all'umanesimo.

## La collezione
La collezione è particolarmente ricca di reperti di epoca romana, tra i quali si segnalano frammenti di armature (tardo impero); una placca bronzea con decorazioni a sbalzo; una cintura di bronzo; un mattone dei "Figulus Bonus" (II-I secolo a.C.); la targa di C. Dedenus Secondus (I secolo); Decretum Rubiconis (II secolo), la stele che avrebbe segnato il confine attraversato da Giulio Cesare nel 44 a.C.; sarcofago e coperchio di Necropoli (IV-V secolo); frammenti di architrave; il "Tesoretto di Case Missiroli" (II-I secolo a.C.); la stele dei Cesii (I secolo); la stele di Truppico; i celebri due piatti argentei del IV secolo (Missori) rinvenuti nel 1948 sul Colle Garampo.